# Enceinte de Tours

OpenStreetMap Les enceintes de Tours de l'Antiquité au XVIIe siècle.

Ne doit pas être confondu avec Remparts de Tours.
Cet article fait partie d'un « bon thème » labellisé en 2021.
Le terme d'enceinte de Tours désigne cinq ensembles successifs de dispositifs fortifiés qui protègent tout ou partie de la commune française de Tours, dans le département d'Indre-et-Loire.
De l'enceinte gallo-romaine qui protège environ 9 ha au début du IVe siècle au rempart bastionné édifié sur presque un siècle à partir de 1591 autour d'un espace de 168 ha, la ville est enclose dans cinq murailles qui témoignent de ses agrandissements successifs et de son évolution politique et administrative.
Qu'elles soient bâties pour servir de remparts contre de potentiels envahisseurs et protéger les populations vivant intra-muros ou aux alentours, pour faire barrage aux crues de la Loire redoutées ou pour signifier, de manière plus politique, la présence et la puissance d'un territoire, la plupart de ces enceintes laissent dans le paysage urbain tourangeau de profondes traces de leur existence. La plus ancienne d'entre elles se signale encore au XXIe siècle par ses vestiges imposants.

## Bas-Empire: une solide enceinte défensive

OpenStreetMap Tracé de l'enceinte gallo-romaine.

Au moment de sa fondation au début de notre ère Tours est, sous le nom de Caesarodunum, une cité ouverte, sans enceinte, qui se développe sur environ 60 hectares sur la rive gauche de la Loire. Elle possède un amphithéâtre, plusieurs établissements thermaux, un temple monumental et deux ponts permettent de franchir la Loire. Deux nécropoles marquent les limites de la ville à l'est et au sud.
Dès le IIIe siècle, à l'image de ce qui se passe dans de nombreuses cités gallo-romaines, les quartiers périphériques semblent peu à peu délaissés. La zone la plus densément peuplée de Civitas Turonorum (la cité change peu à peu de nom d'usage) se concentre sur les bords de la Loire, et l'amphithéâtre est transformé en bastion fortifié où la population environnante peut se réfugier en cas de danger. Plusieurs explications à cette évolution sont avancées : crise du troisième siècle de l'Empire romain et retentissement de cette crise sur le fonctionnement de l'administration, dégâts dus à des crues majeures de la Loire, dégradation des conditions de sécurité dans l'Empire. C'est pourtant peu après la construction de l'enceinte fortifiée que, à la faveur d'une réorganisation administrative des provinces de l'Empire, la ville est promue au rang de capitale de la IIIe Lyonnaise.

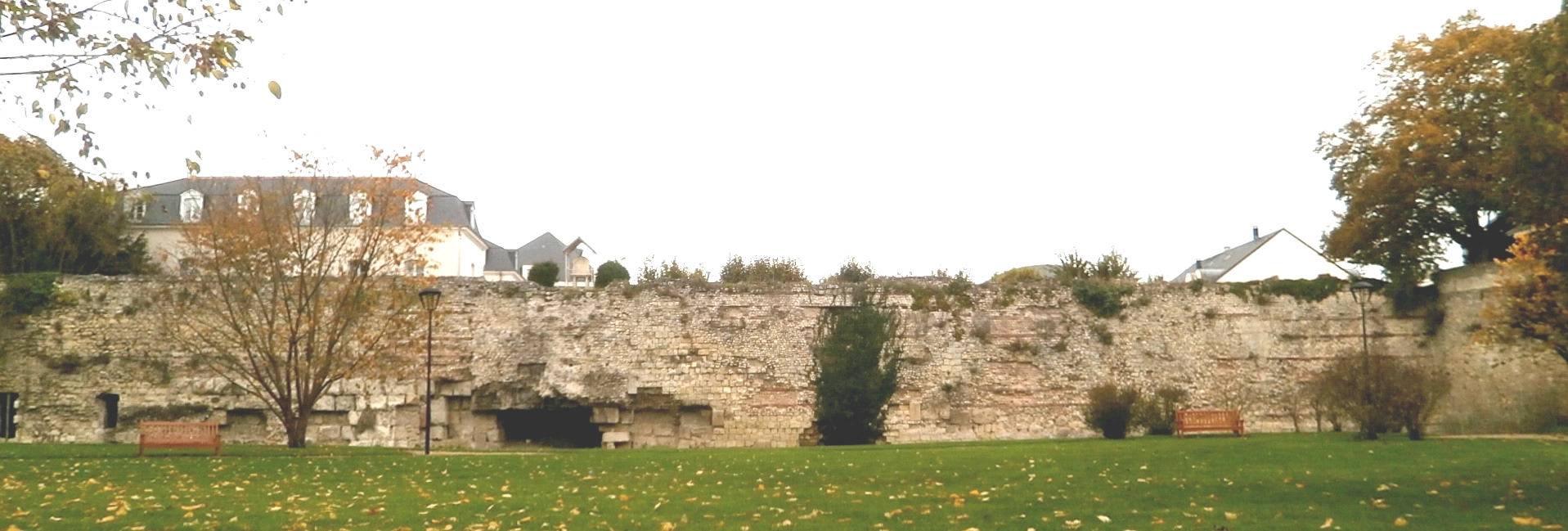
Partie sud-est de l'enceinte gallo-romaine.

Environ 50 ans après la fortification individuelle de l'amphithéâtre, la ville se dote d’une enceinte destinée à abriter les sièges des pouvoirs administratif (comte) et religieux (évêque), mais qui reprend également le rôle d’abri provisoire des populations environnantes en cas de menace. Le tracé de l'enceinte est déterminé par la présence de l'amphithéâtre qui y est intégré comme un bastion. De forme sensiblement trapézoïdale, l'enceinte du castrum comporte seize tours, probablement une entrée monumentale constituée par les vomitoires de l’amphithéâtre, trois portes nord, est et ouest et au moins deux poternes. Un pont sur la Loire, dans le prolongement du grand axe de l'amphithéâtre, remplace les précédents ouvrages de franchissement qui sont abandonnés ou même démontés.
La structure de l'enceinte, ses nombreuses tours massives et l'existence d'un chemin de ronde témoignent d'un rôle avant tout défensif. Cependant, la recherche esthétique dans sa construction (alternance de moellons de calcaire et de lits de terres cuites) montre qu'elle a également, au delà d'un aspect visuel agréable, une vocation politique, comme marqueur de la puissance et du prestige, réels ou espérés, de la cité.
Une grande partie de cette enceinte est toujours bien visible dans les quartiers orientaux de Tours. Ce dispositif est relativement bien conservé ; intégré aux fortifications de la ville jusqu'au XIVe siècle, à l'exception de sa face occidentale, il a été régulièrement entretenu et réparé.
Certains vestiges de l'enceinte gallo-romaine sont inscrits comme monuments historiques en 1927.

## Xesiècle: l'affirmation politique d'une ville nouvelle

OpenStreetMap Tracé et vestiges de l'enceinte de Châteauneuf.

Martin de Tours, évêque de la ville de 372 à sa mort survenue en 397, est enterré dans un cimetière situé à environ 1 km à l'ouest de la cité du Bas-Empire. Son culte est promu par ses successeurs à l'évêché et une basilique est construite sur son tombeau par Perpet. Les pèlerins affluent et des marchands construisent leurs boutiques entre la basilique et la Loire tandis que des religieux s'installent au sud de l'église.
Un second noyau urbain appelé Châteauneuf se crée donc, totalement indépendant de la ville tant du point de vue géographique que politique. En effet, les relations entre le chapitre de Saint-Martin et l'évêque deviennent de plus en plus difficiles au fil des siècles ; en outre, le bourg de Châteauneuf est placé sous la protection du roi de France alors que la cité dépend des comtes de Tours.
Au début du Xe siècle, marchands et chanoines de Châteauneuf s'unissent pour construire une enceinte d'une superficie de 4 ha, centrée sur la basilique. Elle est constituée d'une courtine haute d'environ 10 m, renforcée de tours tous les 40 m environ et bordée extérieurement d'un fossé. Quatre portes sont ouvertes aux quatre points cardinaux,.

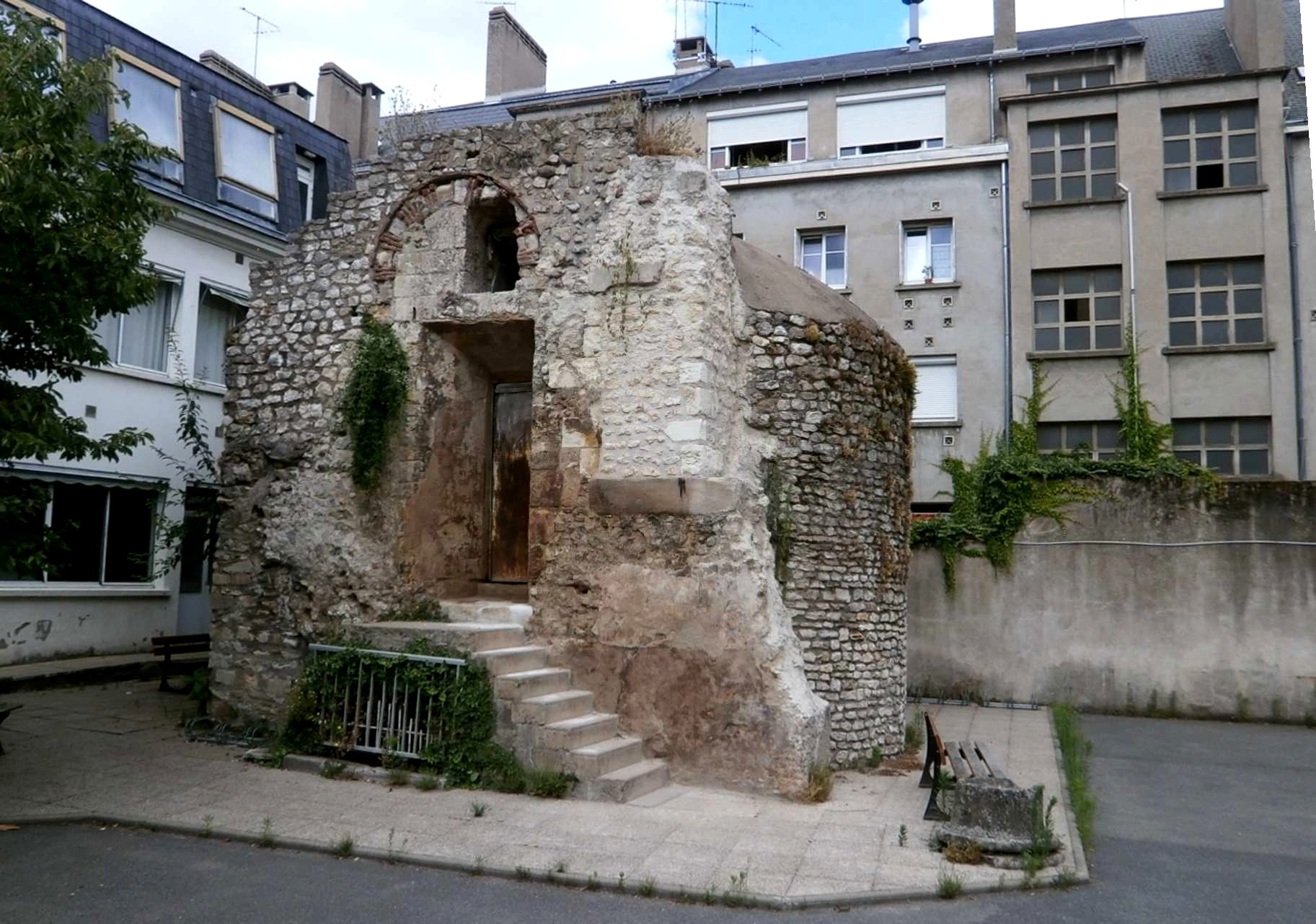
Tour sur la face est de l'enceinte.

Si ses promoteurs mettent en avant l'argument sécuritaire pour en justifier la construction, il est clair que l'enceinte se veut avant tout un symbole de la puissance et de l'indépendance de Châteauneuf vis à vis de la vieille cité. D'ailleurs, le fait que les bâtisseurs se soient inspirés des principes de construction de l'enceinte gallo-romaine pour édifier la muraille de Châteauneuf n'est certainement pas un hasard ; ils veulent montrer que les deux villes doivent être considérées d'égale à égale.
À partir de 1356, une nouvelle enceinte est construite à Tours, réalisant au sein d'un même rempart l'unification de la ville qui a grandi depuis plus de trois siècles. L'enceinte de Châteauneuf, devenue inutile parce qu'elle est enclavée, est progressivement détruite et l'incendie d'une partie de Tours en juin 1940 emporte presque tous les vestiges subsistants. Seules deux tours, dont l'une très remaniée, sont encore visibles en élévation, quelques rares éléments inclus dans des constructions modernes étant également sauvegardés. Le tracé de l'enceinte reste toutefois très visible sur un plan de la ville puisque des rues ont pris la place du fossé qui bordait l'enceinte.
Les vestiges de l'enceinte de Châteauneuf sont inscrits comme monuments historiques en 1940, 1941 et 1950,.

## XIeouXIIesiècle: une timide reconquête urbaine

OpenStreetMap Tracé supposé de l'enceinte des Arcis.

À partir de 1034, le comte Eudes II de Blois, également comte de Tours, fait édifier un pont sur la Loire qui aboutit à l'angle nord-ouest de l'enceinte gallo-romaine. La circulation des personnes et des biens s'en trouve facilitée et, à l'ouest de la muraille antique, profitant de la présence de voies parallèles à la Loire, s'édifie peu à peu le bourg des Arcis, au départ surtout peuplé de marchands.
La date de construction de l'enceinte des Arcis qui enferme ce bourg n'est pas connue : XIe ou XIIe siècle. Cette fortification se présente comme une extension de la cité vers l'ouest, couvrant un peu moins de 4 ha, mais faute de sources écrites et de vestiges probants, son tracé n'est pas rigoureusement établi. Il est certain qu'elle a un rôle défensif, car un fossé la longe à l'ouest et elle commande l'accès au pont. Toutefois, elle est également une réponse des édiles de la vieille cité, en forme de « surenchère », à la construction de l'enceinte de Châteauneuf, dans la guerre d'influence que se livrent les deux villes, une manière de s'approprier ces quartiers récemment urbanisés.
Au même titre que l'enceinte de Châteauneuf, le flanc ouest de la muraille des Arcis devient inutile après la construction de l'enceinte médiévale et disparaît peu à peu. Elle a d'ailleurs toujours souffert d'une manque d'entretien et, au XXIe siècle, il ne reste plus aucun vestige formellement attesté de cette construction mal connue,.

## XIVesiècle: l'acte de naissance de la «bonne ville»

OpenStreetMap Tracé de l'enceinte médiévale.

Au milieu du XIVe siècle, le paysage de l'agglomération tourangelle a changé. Les deux villes, cité à l'est et Châteauneuf à l'ouest, sont toujours là : le long des voies qui relient ces deux pôles, l'abbaye Saint-Julien et d'autres monastères se sont implantés. Le contexte historique s'est lui aussi modifié : en marge de la Guerre de Cent Ans, la Touraine est régulièrement livrée aux attaques de bandes de pillards, notamment attirées par les richesses de Saint-Martin. Enfin, dans cette plaine alluviale où les habitations prennent place peu à peu le long de la Loire, les crues du fleuve deviennent une réelle préoccupation pour les habitants et les édiles des deux villes.
C'est sans doute dès 1354 que les habitants de Châteauneuf prennent l'initiative de construire une nouvelle enceinte, bien plus grande, qui englobe une partie des zones habitées. En 1356, le roi Jean II le Bon valide ce projet par lettres patentes, recommandant d'utiliser pour la construction des matériaux prélevés sur des bâtiments existants mais en mauvais état. Le front de Loire est édifié en priorité, l'ouvrage étant totalement achevé en 1368. L'enceinte finalement longue de plus de 4 300 m possède plusieurs propriétaires : le roi de France, le chapitre martinien et le chapitre métropolitain, chacun pour une petite longueur de la muraille, la ville pour sa plus grande partie.

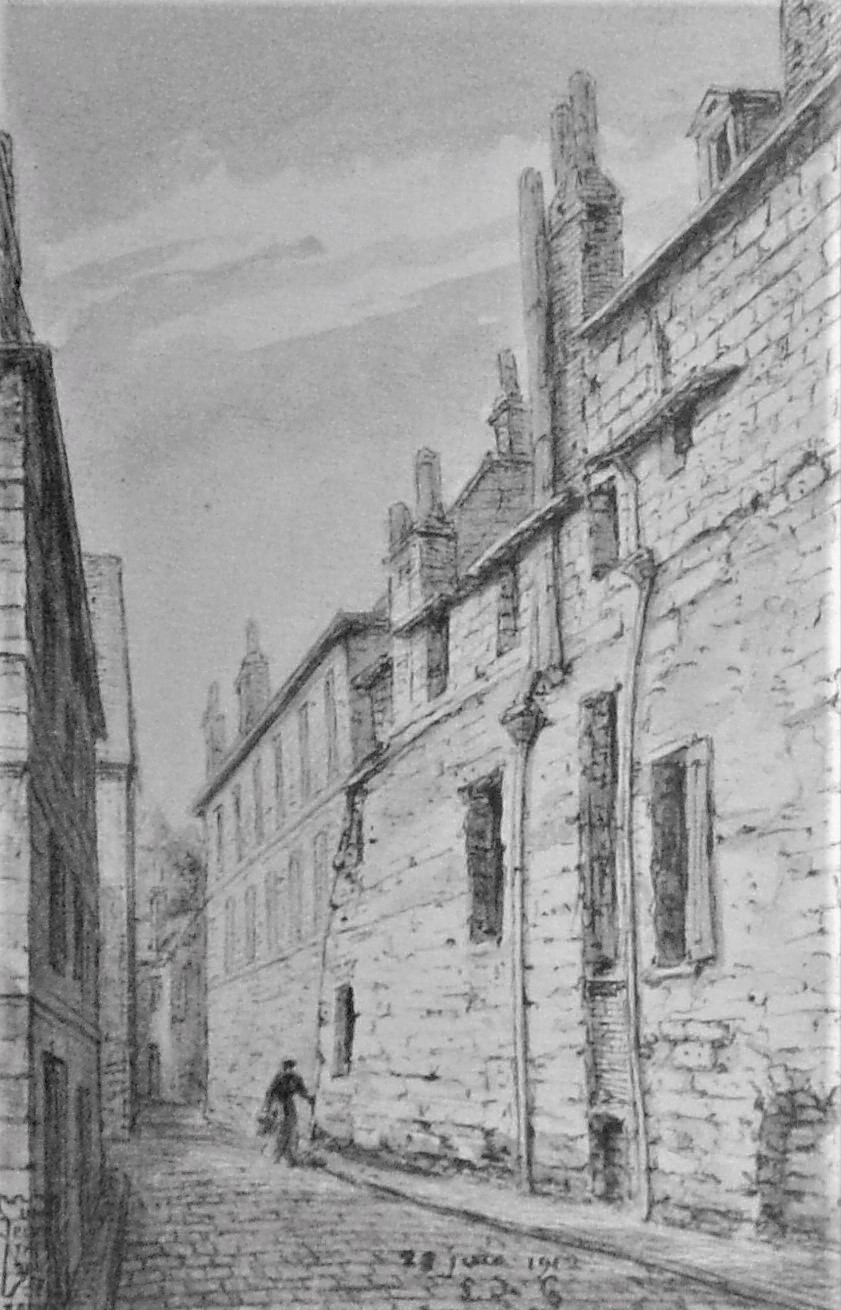
Courtine intégrée à une habitation.

L'enceinte médiévale, également appelée « clouaison de Jean le Bon », n'est pas un modèle de solidité. Large de 2 m et haute d'un peu plus de 11, les pierres de récupération qui la composent sont souvent liées avec de la terre au lieu de mortier, les tours qui la jalonnent sont, dans un premier temps, en nombre réduit. Elle est toutefois complétée par un double fossé à l'exception de son flanc nord et pourvue de créneaux et d'un chemin de ronde. Pourtant, à la fin de sa construction, elle est déjà dépassée : les techniques d'assaut et l'artillerie ont fait de grands progrès ; dès le XVIe siècle et malgré des améliorations apportées à ce système défensif, il est peu à peu délaissé et les fossés ne sont plus entretenus.
Cette enceinte marque toutefois le début d'un nouvel âge : en raison du grand nombre de ses propriétaires, la concertation s'impose dès qu'il s'agit de l'entretenir, de la réparer ou tout simplement d'assurer sa garde. Une culture communautaire se met peu à peu en place, comme en témoigne la naissance du premier corps de ville dirigé par un maire en 1462. La « bonne ville » de Tours, ainsi constituée dans ses murs, est désormais bien distincte de sa banlieue.
En 1478, Louis XI et les responsables de Tours savent qu'un agrandissement de la superficie constructible s'impose. Ce n'est toutefois que plus d'un siècle plus tard qu'une nouvelle enceinte, encore plus vaste et qui englobe la clouaison de Jean le Bon, est mise en chantier. Les anciens murs de la ville sont totalement abandonnés sauf sur le front de Loire par crainte des crues, en attendant d'être rebâtis. Ils sont abattus pour remblayer les fossés, cédés aux créanciers de la ville. Les dernières portes, obstacles à l'urbanisation, sont démolies et au milieu du XVIIIe siècle. Les ultimes vestiges en élévation de la courtine, devenus murs d'habitations, disparaissent dans les années 1960, à l'occasion des reconstructions qui suivent la Seconde Guerre mondiale. Seuls quelques mètres de muraille, retrouvés lors du creusement d'un parking souterrain en bord de Loire, sont préservés. Les flancs sud et ouest de l'enceinte médiévale restent aisément discernables sur un plan moderne de la ville : la rue Émile-Zola, la rue de Clocheville, la partie orientale de la place Gaston-Paillhou et la rue de la Victoire suivent le tracé de l'ancien fossé.

## XVIeetXVIIesiècles: un rempart monumental mais inutile

OpenStreetMap Tracé et vestiges (repères A à F) de l'enceinte bastionnée.

Ce n'est qu'en 1591, plus d'un siècle après les premiers projets, que le chantier d'une nouvelle enceinte à Tours est engagé, approuvé par lettres patentes d'Henri IV. La ville s'est largement étendue, surtout à l'ouest de l'enceinte médiévale, mais Tours rencontre alors de graves difficultés financières et le projet initial est revu à la baisse, d'autant plus que les guerres se sont éloignées. De révision en révision, les plus grands travaux ne commencent réellement qu'en 1616 sur le front de Loire, la protection contre les crues étant encore une fois la priorité, pour se terminer en 1685.
La superficie remparée de la ville est multipliée par deux, avec 168 ha ; bien que la surface enclose soit fortement réduite par rapport aux premiers projets, ce n'est qu'au XIXe siècle qu'elle est totalement urbanisée. Le flanc nord est destiné à protéger la ville de la Loire, mais sur les trois autres côtés des bastions sont construits ; ils défendent les quatre portes principales. Un fossé est creusé en avant de la courtine. Sec par endroits, il sert de lit, sur toute la partie sud de l'enceinte, au ruisseau de la Dolve (Douve). Au sommet de la muraille, sur toute sa longueur du côté sud, des mails plantés d'arbres sont aménagés.

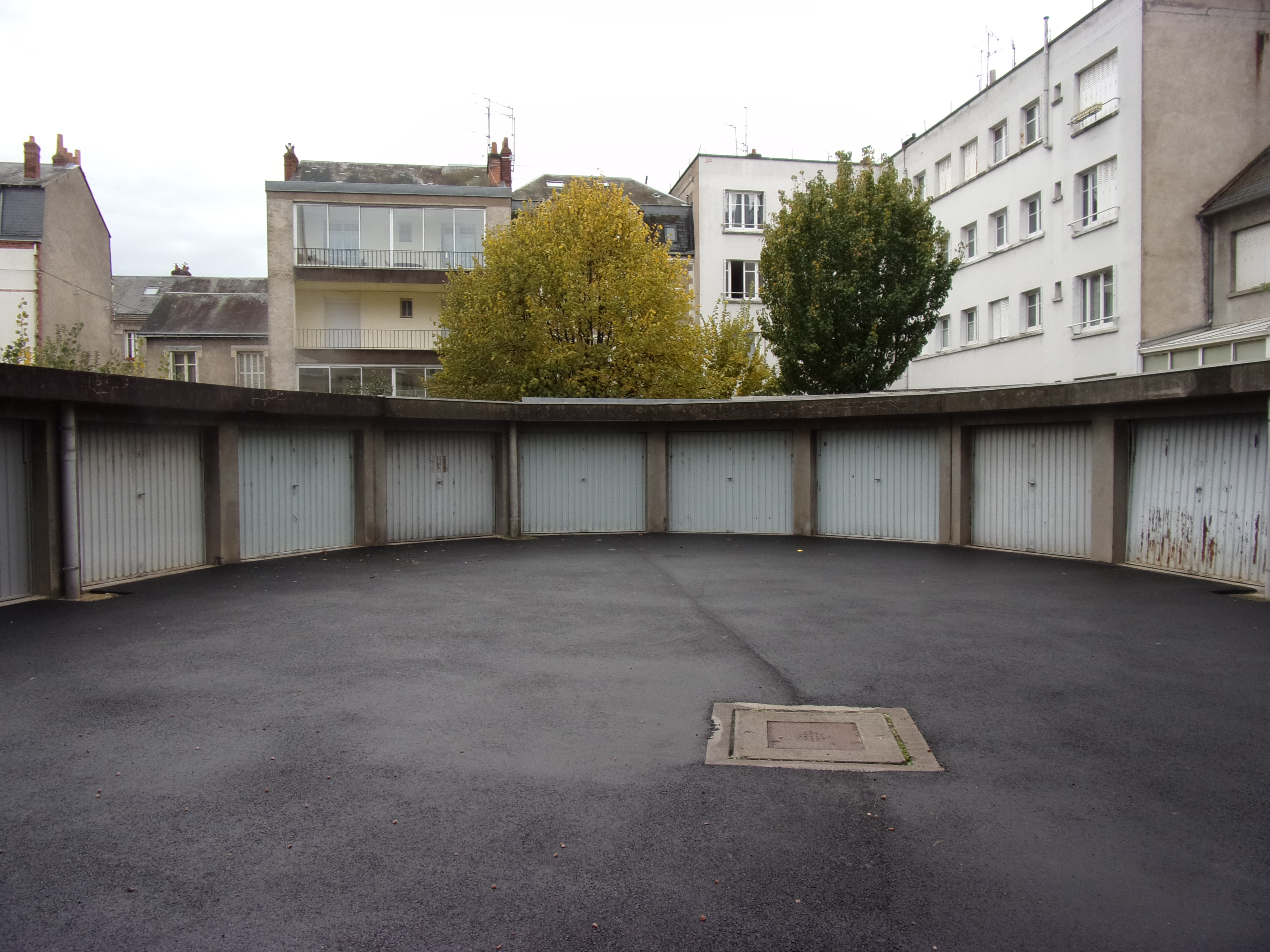
Garages construits sur les bases d'un bastion à l'extrémité orientale.

L'enceinte bastionnée de Tours ne remplit en réalité aucune des fonctions pour lesquelles elle est construite. Elle ne sert pas d'enceinte défensive puisque le contexte sécuritaire est bien meilleur au XVIIe siècle : l'intérieur des bastions est même aménagé en jardins ou en plantations de mûriers. Tout est fait pour épargner à la ville les crues directes en provenance de la Loire au nord mais les aménageurs négligent le risque d'inondation par le sud et la plaine inter-fluviale du Cher et de la Loire. Des brèches sont pratiquées dans la muraille à l'est entre 1824 et 1828 pour le creusement du canal de jonction du Cher à la Loire et au sud en 1845 pour l'établissement de la première gare ferroviaire. C'est ainsi que la ville est gravement inondée en 1846 et 1856, l'eau s'engouffrant dans les brèches ; la courtine, là où elle est présente, s'oppose même à une décrue rapide dans la ville,.
L'enceinte, bien que délaissée et partiellement éboulée, reste discernable dans le paysage urbain jusqu'au milieu du XIXe siècle. Elle est ensuite rapidement détruite. La courtine est arasée à une hauteur de 2,50 m, les terrains situés au pied du rempart remblayés avec les matériaux de démolition, le ruisseau de la Dolve busé, les mails aménagés en boulevards.
Des vestiges des bastions ou de la courtine sont préservés dans une demi-douzaine de sites, mais c'est dans le paysage urbain que l'enceinte bastionnée laisse la plus forte empreinte. Les deux plus grandes voies est-ouest de Tours-Centre (boulevards Béranger et Heurteloup) résultent de l'aménagement des mails construits le long de la courtine tandis que la rue Léon-Boyer longe la partie occidentale de l'enceinte.